# Гаррієт Чалмерс Адамс
Гаррієт Чалмерс Адамс (англ. Harriet Chalmers Adams; 1875-1937) — американська журналістка, дослідниця та фотографка, зокрема, військова. На початку ХХ століття здійснила низку мандрівок Південною Америкою, Азією та Океанією. Світлини та нотатки публікувала у журналі «National Geographic».

## Біографія
Народилася в Стокстоні, штат Каліфорнія, у сім'ї Олександра Чалмерса та Френсіс Вілкінс. У віці 13 років провела 6 місяців з батьком у мандрівці між Орегоном і Мексикою. У наступні роки продовжувала подорожі. Крім англійської, вільно говорила іспанською, також знала португальську, французьку, італійську та німецьку.
5 жовтня 1899 року одружилася з Франкліном Пірсом Адамсом. У 1904 році вирушила у свою першу велику експедицію, трирічну мандрівку Південною Америкою з чоловіком, під час якої вони відвідали всі країни і перейшли через Анди на конях. У 1910 році подорожували шляхами Колумба, перетнули верхи острови Куба і Гаїті.
У 1913—1914 роках їздила у шестимісячну мандрівку до Азії. Адамс ідвідала країни, які колись перебували під владою Іспанії, шукаючи докази того, що американські індіанці походять з Азії. Порівнюючи населення Перу та Філіппіни, їхні мови та звичаї, вона припустила, що індіанці досягли Америки морем.
Адамс працювала кореспонденткою журналу «Harper's» в Європі під час Першої світової війни. Вона була єдиною жінкою-журналісткою, що мала можливість відвідувати окопи. Згодом Адамс із чоловіком відвідали східну Болівію.
З 1907 по 1935 роки Адамс написала двадцять одну статтю для Національного географічного товариства, в яких розміщено її фотографії. У цей час Національне географічне товариство не надавало жінкам повноправного членства. Тому Адамс у 1925 році взяла участь у заснуванні Товариства жінок-географів, головою якого була до 1933 року.
Після автомобільної аварії в Іспанії в 1926 році деякий час була прикована до ліжка. Після відновлення здоров'я в 1929 році мандрувала з чоловіком Середземноморським регіоном. Взяла участь у коронації останнього імператора Ефіопії Хайле Селассіє I в 1930 році.
Померла в Ніцці, Франця 17 липня 1937-го у віці 61 року.